# Comité international d'échecs des sourds
Le Comité international d'échecs des sourds (en anglais : The International Chess Committee of the Deaf ou ICCD) est une organisation internationale qui a pour but de fédérer et de promouvoir la pratique des échecs, notamment auprès des personnes sourdes.

## Historique
Fondée en 1949 à Copenhague, The International Committee of Silent Chess est une organisation reconnue par la Fédération internationale des échecs et le Comité international olympique ; elle porte désormais le nom de The International Chess Committee of the Deaf. Le siège de l'organisation est basé à Kiev, en Ukraine, et son président est Phillip Gardner.

## Personnalités liées
- Daniel Hadorn